# Angèlica
|  | Per a altres significats, vegeu «Angèlica (desambiguació)». |

L'angèlica (Angelica archangelica), és una espècie de planta amb flors de la família de les apiàcies.
Addicionalment pot rebre els noms d'angèlica d'olor i herba de l'Esperit Sant. També s'han recollit la variants lingüística herba de l'Espirit Sant.

## Característiques
És originària del nord d'Europa: Finlàndia, Noruega, Suècia i Islàndia, on creix silvestre i des de l'antiguitat havia estat aprofitada com a comestible i planta medicinal entre altres usos.
Aquesta planta no es fa naturalment a Catalunya. És conreada a França, especialment al departament de Deux-Sèvres, on serveix principalment com un dels components dels licors Chartreuse, Bénédictine, Vermouth i Dubonnet.
És una planta biennal que pot arribar als dos metres d'alt quan floreix. Té les fulles compostes i les flors agrupades en umbel·les globulars. Els fruits són oblongs.

## Taxonomia
Entre els sinònims binomials hi ha les denominacions Archangelica officinalis Hoffm. i Angelica officinalis Moench.

### Subespècies
Es reconeixen dues subespècies:
- Angelica archangelica subsp. archangelica
- Angelica archangelica subsp. litoralis (Wahlenb.) Thell.